# بخش سورن
بخش سورن (به فرانسوی: Arrondissement de Saverne) یک بخش در فرانسه است که در با-رن واقع شده‌است.